# نامبر۱ (قایق بادبانی)
نامبر۱ (قایق بادبانی) (به انگلیسی: No. 1 (yacht)) یک کشتی است که طول آن ۱۲٫۲۶ متر (۴۰٫۲ فوت) می‌باشد.